# Ірвін Бухлалу
Ірвін Бухлалу (англ. Irvin Buhlalu; 21 листопада 1974) — південноафриканський боксер, чемпіон Всеафриканських ігор.

## Аматорська кар'єра
На Іграх Співдружності 1994 програв у другому бою Майклу Стренджу (Канада).
На Всеафриканських іграх 1995 переміг трьох суперників і завоював золоту медаль.
На Олімпійських іграх 1996 програв у першому бою Фонгсит Веангвісет (Таїланд).

## Професіональна кар'єра
1997 року дебютував на професійному рингу. Провів 37 боїв. Всі поєдинки відбувалися в ПАР.